# Wolfgang Wodarg
Wolfgang Wodarg (* 2. März 1947 in Itzehoe) ist ein deutscher Internist, Sozial- und Umweltmediziner sowie Politiker (dieBasis, vorher SPD).
Wodarg war von 1994 bis 2009 Abgeordneter der SPD-Fraktion im Bundestag und anschließend Mitglied der Parlamentarischen Versammlung des Europarates. Als Europapolitiker war er für Fragen der Sicherheit, Medizin und Gesundheit zuständig und initiierte eine Untersuchung des Europarates zur Pandemie H1N1 2009/10.
Seine Stellungnahmen während der COVID-19-Pandemie in Deutschland stießen bei Wissenschaftlern, Politikern und Medien auf breite Kritik: Wodarg verharmlose Charakter und Wirkungen der Pandemie. Im Jahr 2021 trat Wodarg aus der SPD aus und in die Partei dieBasis ein, für die der als Spitzenkandidat bei der Bundestagswahl 2021 in Mecklenburg-Vorpommern und im Bundestagswahlkreis Mecklenburgische Seenplatte I – Vorpommern-Greifswald II als Direktkandidat kandidierte. Die Partei dieBasis scheiterte an der Fünf-Prozent-Hürde und Wodarg in seinem Wahlkreis.

## Werdegang und Beruf
Nach dem Abitur im Jahr 1966 studierte Wodarg Medizin und Sozialpädagogik in Hamburg und Berlin. Im Rahmen seiner Ausbildung erlernte er Gesprächspsychotherapie (nach Tausch) und arbeitete als Medizinalassistent und Stationsarzt, u. a. im Bernhard-Nocht-Institut für Tropenmedizin in Hamburg. 1973 erhielt er seine Approbation als Arzt. Anschließend war Wodarg zunächst als Schiffsarzt tätig und ließ sich nach einer Forschungsreise nach Südamerika als Hafenarzt in Hamburg nieder. 1974 erfolgte seine Promotion zum Dr. med. an der Universität Hamburg mit der Arbeit Psychische Krankheiten der Seeleute. Untersuchung über Selbsttötung, Alkoholismus und andere wichtige psychiatrische Erkrankungen. Von 1975 bis 1979 arbeitete er als Lehrer an der Krankenpflegeschule des Allgemeinen Krankenhauses Hamburg-Wandsbek (heute Asklepios Klinik Wandsbek). Seine internistische und pneumologische Facharztausbildung absolvierte er im AK Wandsbek und in der Lungen-Fachklinik Großhansdorf.
Wodarg besitzt insgesamt drei Facharztqualifikationen: Facharzt für Innere Krankheiten – Pneumologie, Facharzt für Hygiene – Umweltmedizin und Facharzt für Öffentliches Gesundheitswesen – Sozialmedizin.
Im Jahr 1981 übernahm er die Leitung des Gesundheitsamts der Stadt Flensburg, wo er bis 1994 als Amtsarzt arbeitete. Dort leitete er unter anderem die reisemedizinische Beratungsstelle, die Gelbfieberimpfstelle und die AIDS-Beratung sowie die Abteilung Lungen- und Bronchialheilkunde. 1982 stellte Wodarg den Hochstapler Gert Postel ein, der sich als Psychiater ausgab und eine Stelle als stellvertretender Amtsarzt erhielt, diese aber wegen einer geplanten Versetzung nach wenigen Monaten kündigte. 1983 ließ Wodarg sich an der Akademie für öffentliches Gesundheitswesen in Düsseldorf zum Arzt im staatlichen Gesundheitswesen weiterbilden. Von 1985 bis 1986 besuchte er die Akademie für Arbeitsmedizin in Berlin.
Ab 1985 war er Dozent für Gesundheitspädagogik an der Pädagogischen Hochschule Flensburg und unterrichtete Medizin und Arbeitsschutz für Schiffsoffiziere an der Fachhochschule Flensburg. In dieser Zeit entwickelte er eine Gesundheitsverträglichkeitsprüfung als Teil der kommunalen Umweltverträglichkeitsprüfung und war von 1986 bis 2003 Vorsitzender des Fachausschusses Gesundheitlicher Umweltschutz bei der Ärztekammer Schleswig-Holstein, wo er die Erarbeitung eines Curriculums für Umweltmedizin koordinierte. Von 1985 bis 1994 gehörte er den Prüfungsausschüssen für Umweltmedizin, Lungen- und Bronchialheilkunde und für Sozialmedizin der Ärztekammer an. Wodarg führte Lehrveranstaltungen an der Charité Berlin sowie an weiteren europäischen Hochschulen zu verschiedenen medizinethischen und sozialmedizinischen Themen durch.
Im Jahr 1991 erhielt er ein Stipendium des DAAD für eine Weiterbildung in Epidemiologie und Gesundheitsökonomie an der Johns-Hopkins-Universität in Baltimore (USA). Während dieser Zeit vertiefte er seine Kenntnisse in der Evaluation von Gesundheitsmaßnahmen, HTA und in epidemiologischer Methodik.

## Politische Karriere

### Beginn der politischen Arbeit
Seit 1972 ist Wodarg Mitglied der ÖTV/Ver.di, Personalrat im Krankenhaus Hamburg-Wandsbek und seit 1988 Mitglied der SPD. Von 1986 bis 1998 gehörte er dem Gemeinderat seines Heimatortes Nieby an. In den Jahren 1992 bis 2002 gehörte er dem Vorstand des SPD-Kreisverbandes Schleswig-Flensburg an. Vom 19. November 2005 bis zum 1. Dezember 2007 war Wodarg Vorsitzender des SPD-Kreisverbandes Flensburg.
Nachdem Wodarg schon seit 1990 dem Bundesvorstand der Arbeitsgemeinschaft der Sozialdemokraten im Gesundheitswesen angehörte, wurde er 1994 zum stellvertretenden Bundesvorsitzenden und 2002 zum Vorsitzenden des Bundesausschusses gewählt.

### Abgeordneter
Wodarg zog 1994 über die Landesliste Schleswig-Holstein und danach stets als direkt gewählter Abgeordneter des Wahlkreises Flensburg – Schleswig in den Bundestag ein. Als Mitglied des Deutschen Bundestages war Wodarg von 1999 bis 2005 in der 14. und 15. Legislaturperiode Sprecher der SPD-Bundestagsfraktion in der Enquête-Kommission Recht und Ethik (bis 2002) bzw. Ethik und Recht der modernen Medizin und verfasste Berichte zu den Themen Patientenverfügung, Organlebendspende, ethische Prinzipien der medizinischen Versorgung (Allokations-Ethik), Priorisierung im Gesundheitswesen, Gen-Diagnostik, ethische Fragen der Medizin am Lebensanfang, am Lebensende und in der Forschung, Patentierung von Genen, Lebewesen oder deren Teilen, Kommerzialisierung der Organ- und Gewebespenden.
Während seiner Tätigkeit im Ausschuss für „Wirtschaftliche Zusammenarbeit und Entwicklung“ von 2005 bis 2009 war Wodarg Berichterstatter für alle gesundheitsbezogenen Themen, für den zentralafrikanischen Raum und EU-Berichterstatter für den AWZ mit folgenden Schwerpunkten zuständig: Maßnahmen im weltweiten Kampf gegen HIV/Aids, Malaria, Tuberkulose und vernachlässigten Krankheiten in den armen Ländern (Gesundheit und Armut), Zugang zu Medikamenten und gesundheitlichen Hilfe für alle, Bevölkerungspolitik, regenerative Energie in Entwicklungsländern, Mikrokredite, Menschenrechtsfragen, Trinkwasserversorgung und -sicherheit, Krisenprävention, die Rolle der Gewaltökonomien und des wachsenden Marktes für Militär und Sicherheitsfirmen, Zusammenarbeit mit den in diesen Feldern aktiven staatlichen und nicht-staatlichen Organisationen.
Zudem war er in den Ausschüssen für „Landwirtschaft, Ernährung und Verbraucherschutz“, „Angelegenheiten der Europäischen Union“, stellvertretend im Umweltausschuss sowie Sprecher für Fragen der Minderheiten im deutsch-dänischen Grenzgebiet. Bei der Bundestagswahl 2009 unterlag er im Wahlkreis Wolfgang Börnsen (CDU), so dass er dem 17. Deutschen Bundestag nicht mehr angehörte.
Seit 1999 gehörte Wodarg auch der Parlamentarischen Versammlung des Europarates an. In den Jahren 2002 bis 2010 war er dort stellvertretender Vorsitzender der sozialistischen Fraktion, ab 2006 Sprecher der deutschen Sozialdemokraten, von 2006 bis 2010 stellvertretender Leiter der deutschen Delegation und wurde dadurch nach seinem Ausscheiden automatisch Ehrenmitglied.
Er war Vorsitzender des Unterausschusses Gesundheit, stellvertretender Vorsitzender des Ausschusses für Kultur, Bildung und Wissenschaft, Mitglied im Politischen Ausschuss und Vertreter der Parlamentarischen Versammlung des Europarates im CDBI (Comité Directeur pour la Bioéthique) und im North-South-Center (Lissabon). Wodargs Berichterstattungsthemen im Europarat waren: die Entwicklung der grünen Gentechnik in den Staaten des Europarates, Palliativmedizin in Europa, Sterbehilfe, Bioethik-Konvention und Zusatzprotokolle, nationale und internationale Regeln für private Militär- und Sicherheitsfirmen, Einrichtung eines europaweiten Medien-Monitoring und weitere Einzelthemen. Er war der Initiator der Untersuchungen des Europarates zur Pandemie H1N1 2009/10 zur Rolle der Impfstoff-Hersteller und der WHO.
Politische Themen und Schwerpunkte während des Mandates (1994 bis 2010):
In dieser Zeit war Wodarg Berichterstatter bei zahlreichen gesundheitspolitischen Projekten; z. B.: Infektionsschutzgesetz, Transplantationsgesetz, mehrere Gesundheitsreformgesetze, Gendiagnostikgesetz, Stammzellgesetz, Gesetz zur Patientenverfügung, Europäische Dienstleistungsrichtlinie, Arzneimittelgesetz, Umsetzung der EU-Biopatent-Richtlinie und Themen wie HIV/AIDS, Prävention, Epidemiologie, gesundheitlicher Umweltschutz, Infektionsschutz (BSE, Influenza und andere Viruserkrankungen, Tierseuchen, Antibiotika-Resistenzen) und in Fragen der Gen-Technik: enge und kontinuierliche Zusammenarbeit mit dem Landwirtschaftsausschuss. Des Weiteren war er EU-Berichterstatter für die SPD-Fraktion von 1998 bis 2009.

### Spitzenkandidat für die Basisdemokratische Partei
Wodarg trat im April 2021 aus der SPD aus. Im selben Monat wählte die aus der Protestbewegung gegen die Coronamaßnahmen hervorgegangene Basisdemokratische Partei Deutschland Wodarg zum Spitzenkandidaten des Landesverbandes Mecklenburg-Vorpommern für die Bundestagswahl 2021 und somit auf Platz 1 der Landesliste. Als Beweggründe für seine Kandidatur nannte Wodarg, dass in der Politik „welche am Ruder“ seien, die man „nicht weiter steuern lassen“ könne, da sie „sehr viel Schaden angerichtet“ hätten.
Er trat im Bundestagswahlkreis Mecklenburgische Seenplatte I – Vorpommern-Greifswald II an und erhielt 2,2 % der Erststimmen.

## Mitgliedschaften
- von 2002 bis 2008 stellvertretendes Mitglied der Parlamentarischen Versammlung bei der WEU in Paris[11]
- bis 2008 Mitglied des Vorstandes beim deutsch-dänischen Europäischen Zentrum für Minderheitenfragen (ECMI) in Flensburg
- von 2011 bis 2020 Mitglied des Vorstandes von Transparency International Deutschland[12]
- von 2010 bis 2021 Mitglied im Sozialpolitischen Ausschuss des Sozialverbandes Deutschland (SoVD) Schleswig-Holstein, Landesverband Schleswig-Holstein[13]
- von 2009 bis 2020 Gründungs- und Kuratoriumsmitglied beim Institut Solidarische Moderne (2020 erst suspendiert worden und dann ausgetreten)[14]
- von 2002 bis 2020 ehrenamtlich Präsident der Deutschen Rheuma-Liga Schleswig-Holstein e. V.[11][13]
- Mitglied der Arbeiterwohlfahrt
- Mitglied im Verband der Ärzte im öffentlichen Gesundheitswesen Schleswig-Holstein e. V.
- Mitglied in der Deutschen Parlamentarischen Gesellschaft
- Mitglied in Mehr Demokratie
- Als Patientenvertreter ist bzw. war er im Gemeinsamen Bundesausschuss (G-BA), in der Gendiagnostik-Kommission der Bundesregierung (GeKo), im gemeinsamen Landesgremium des Landes Schleswig-Holstein (nach § 90a SGB V) sowie (bis 2020) im Auswahlbeirat des ThemenCheck beim IQWiG.

## Gesundheitspolitische Standpunkte und Kritik an der WHO

### Gegner des GKV-Vertragswettbewerbs
Wodarg war von Anfang an Gegner des Vertragswettbewerbs der gesetzlichen Krankenversicherung (GKV) und setzte sich über sein Bundestagsmandat hinaus für Landesarbeitsgemeinschaften der Kassen ein, die mit einem risikoadjustierten Landesgesundheitsfonds gemeinsame Verträge auf Landesebene abschließen. Er stimmte deshalb 2007 gegen das GKV-Wettbewerbsstärkungsgesetz (GKV-WSG) seiner Gesundheitsministerin Ulla Schmidt.

### Kritiker des Umgangs mit der H1N1-Pandemie („Schweinegrippe“)
Ab 2009 kritisierte Wodarg die Ausrufung der H1N1-Pandemie, den politischen Umgang mit ihr, danach besonders die Schweinegrippe-Impfung. Er beurteilte den Umgang mit der H1N1-Infektion durch Politik und Pharmahersteller als „einen der größten Medizinskandale des Jahrhunderts“. In einem Interview behauptete er u. a., die „Hysterie“ um die Schweinegrippe sei ein erfolgreiches Marketing für die Impfstoffhersteller gewesen und die Grippe in Mexiko sei zu einer Pandemie hochstilisiert worden.
Wodarg war Vorsitzender des Unterausschusses für Gesundheit in der Parlamentarischen Versammlung des Europarates und beantragte im Dezember 2009 eine Anhörung und einen Untersuchungsausschuss im Europarat zur Schweinegrippe-Impfung und zur Rolle der WHO bei deren Förderung. Dieser Antrag wurde vom Ausschuss einstimmig angenommen.
Wodarg ließ sich 2010 vom Verschwörungstheoretiker Alex Jones zum Thema Falsche Schweinegrippe-Pandemie interviewen, wobei er auch die Ergebnisse des Untersuchungsausschusses präsentierte.

### Umstrittene Aussagen zur COVID-19-Pandemie
In der Anfangsphase der COVID-19-Pandemie in Deutschland kritisierte er u. a. in einem Meinungsbeitrag und in der am 10. März 2020 ausgestrahlten ZDF-Sendung Frontal21 die Quarantänemaßnahmen und Verbotsregelungen als „Panikmache“ und erklärte, Epidemien mit Coronaviren träten jedes Jahr auf und bedürften keiner besonderen Schutzvorkehrungen oder Tests. Ein positiver PCR-Test habe für sich genommen, besonders mit sehr hohen Ct-Werten, noch keine krankheitsindizierende klinische Bedeutung. Die wegen der Pandemie verhängten Maßnahmen der Gesundheitsbehörden und die Empfehlungen der WHO und später des Robert Koch-Instituts bewertete Wodarg als überzogen und interessengetrieben und bezeichnete diese Institutionen als viel zu oft „durch Sekundärinteressen aus Wirtschaft und/oder Politik korrumpiert“. In einem Webvideo leugnete er im März 2020 die der COVID-19-Pandemie zugemessene hohe Bedeutung und führte sie darauf zurück, dass in Fachkreisen ein entsprechendes Netz von Meinungen und Informationen gesponnen worden sei.
Wodarg führte u. a. die Schweinegrippe der Jahre 2009/10 und die Ergebnisse im diesbezüglichen Untersuchungsausschuss des Europarates an, um vor angeblich gewollter Verunsicherung der Bevölkerung und teils schadhaften, sonderzugelassenen Impfstoffen zu warnen (Notzulassungen). Er bezeichnete die seinerzeitige „Angstmachung“ vor der Schweinegrippe als „totale Fehlannahme“ und wies auf die im Mai 2017 durch Überarbeitung der Leitlinien zum Pandemic Influenza Risk Management veränderten Kriterien der WHO für Pandemien hin.
Die Darstellung Wodargs in YouTube-Videos, in der er die COVID-19-Pandemie mit einer gewöhnlichen Grippewelle gleichsetzt und Mutmaßungen über mögliche finanzielle Nutznießer der Herstellung von Tests und Impfstoffen anstellt, sorgten für Verärgerung in Teilen der SPD, namentlich bei Karl Lauterbach und Bärbel Bas.
Im November 2020 verbreitete Wodarg die Falschinformation, die Impfung gegen Corona könne zu Empfängnisunfähigkeit und zur Veränderung der menschlichen Genetik führen. Das Paul-Ehrlich-Institut, von correctiv.org befragte Biochemiker und Ärzte, das Universitätsklinikum Jena und andere widersprachen der Behauptung.
Auch auf den verschwörungstheoretischen und Desinformation zur Pandemie verbreitenden Kanälen KenFM, ServusTV und reitschuster.de sowie in einem Interview mit Eva Herman auf der rechtspopulistischen Webseite Wissensmanufaktur äußerte sich Wodarg zu dieser Thematik.
Im Dezember 2020 richtete Wodarg mit Michael Yeadon, der bis 2011 Chefwissenschaftler der Pfizer-Abteilung für Allergie- und Atemwegsforschung in Sandwich, Kent, war, eine Petition an die Europäische Arzneimittel-Agentur, in der sie die umgehende Einstellung der klinischen Versuche mit allen COVID-19-Impfstoffen verlangten.

### Kritik von Experten, Medien und Nichtregierungsorganisationen
Auf Anfrage des Norddeutschen Rundfunks für die Reportageserie STRG F distanzierten sich das Robert Koch-Institut und die Weltgesundheitsorganisation von Wodargs Aussagen. Der Virologe Christian Drosten, Leiter der Virologie an der Berliner Charité, dessen Team den PCR-Test entwickelt hat, wies im NDR-Podcast Coronavirus-Update unter anderem die Kritik am PCR-Test sowie die Unterstellung persönlicher finanzieller Profitinteressen zurück. Karl Lauterbach bezeichnete die Aussagen Wodargs als „abwegig und wissenschaftlich nicht haltbar, eine echte Räuberpistole“.
Der Virologe Alexander Kekulé beurteilte im MDR-Podcast Kekulés Corona-Kompass Wodargs vorgetragene Argumentation als „ganz, ganz missverständlich“. Grundsätzlich sei die Frage, ob bei der Bekämpfung der Pandemie überreagiert werde, durchaus wichtig und berechtigt, denn es könne durch Bekämpfungsmaßnahmen zu Kollateralschäden kommen, die unter Umständen schlimmer als die Wirkungen des Virus selbst ausfallen. Bei seinen Vergleichen mit anderen Coronaviren und mit den Todeszahlen saisonaler Grippeepidemien übersehe Wodarg jedoch die besondere Virulenz des neuartigen 2019/2020 aufgetretenen Erregers: Die Infektion mit SARS-CoV-2 berge ein weit höheres Sterberisiko als gewöhnliche, durch andere Coronaviren ausgelöste Erkältungen, und die Gesamtzahl der Infektionen einer ganzen Saison werde hier oft innerhalb von wenigen Tagen und Wochen erreicht, was zur Überforderung des Gesundheitssystems führen und dadurch weitere, eigentlich unnötige Opfer hervorrufen könne. Deshalb seien scharfe Abwehrmaßnahmen gegen die Ausbreitung der Infektion nicht überzogen, sondern richtig.
Der Biophysiker Richard Neher sagte im März 2020, die Aussage Wodargs, dass es dieses Virus schon lange gebe, sei falsch und klar durch die Tatsache widerlegbar, dass der gemeinsame Vorfahre des Virus erst wenige Monate alt sei. Verschiedene Medien prüften Wodargs Behauptungen auf Richtigkeit und kamen zu dem Schluss, seine Aussagen zum neuartigen Coronavirus widersprächen größtenteils den belegbaren Fakten. Manche seiner Aussagen seien weder widerlegbar noch belegbar, erwiesen sich aber bei genauer Betrachtung als irreführend. Es würden Tatsachen vermischt, die nichts miteinander zu tun hätten.
Transparency International Deutschland, dessen Vorstand Wodarg damals angehörte, distanzierte sich am 17. März 2020 von seinen Aussagen. Seine pauschale Kritik an den staatlichen Maßnahmen zum Schutz vor dem Corona-Virus könne zu einer Verunsicherung in der Bevölkerung führen. Wolfgang Wodarg äußere sich in dieser Sache als Privatperson und nicht in seiner Funktion als Vorstandsmitglied. Am 25. März 2020 entschied der Vorstand, seine Vereinsmitgliedschaft „bis auf Weiteres ruhend“ zu stellen, womit Wodarg vorerst keine Funktionen im Vorstand oder als Leiter der Arbeitsgruppe Gesundheit mehr ausüben kann. Der Vorstand beauftragte ein unabhängiges Gremium, sich mit Wodargs Äußerungen zum Corona-Virus zu befassen und aufzuarbeiten, ob sein Verhalten die Interessen von Transparency Deutschland verletzt habe. Nach dem Bericht des unabhängigen Gremiums sei Letzteres der Fall. Allerdings solle nicht der Vorstand, sondern die Versammlung der Mitglieder entscheiden, ob Wodarg weiter Mitglied des Vorstands und des Gesundheitsgremiums von TI-D bleiben soll. Wodarg blieb daher, bis auf Weiteres, Mitglied des Vorstands. Das Gremium stützte seinen Vorschlag des Ausschlusses auf die umstrittenen Aussagen Wodargs zur COVID-19-Pandemie. Die Interviews in „radikalen“ Medien können einen Ausschluss nicht begründen, da Wodarg selber sich von antisemitischen, verschwörungstheoretischen oder weiteren rechtsradikalen Thesen distanziert habe und da er von anderen Medien ausgeschlossen würde. Im September 2020 legte Wodarg sein Vorstandsmandat nieder. Grund waren stark divergierende Meinungen in Bezug auf die Haltung von Transparency Deutschland in der Coronakrise. Er war weiterhin für kurze Zeit Leiter der Arbeitsgruppe Gesundheitswesen von Transparency Deutschland.
Das Institut Solidarische Moderne (ISM), dessen Gründungsmitglied Wodarg war, meldete im Mai 2020 auf seiner Website, der ISM-Vorstand habe die Mitgliedschaft von Wodarg suspendiert. Hintergrund sei seine Kooperation mit neu-rechten/rechtsextremen Medien und Organisationen. Wodarg sei im Vorfeld auch gebeten worden, aus dem ISM auszutreten. Ende Juli 2020 teilte das Institut Wodargs Austritt aus dem ISM mit.
Der Klimaforscher Stefan Rahmstorf maß die Glaubwürdigkeit Wodargs im Juli 2021 an der Zahl der peer-reviewten Publikationen. Drosten als renommierter Experte für Coronaviren sei auf dieser Grundlage glaubwürdiger als der pensionierte Amtsarzt Wodarg, der sich zudem an ein Laienpublikum wende statt an wissenschaftliche Institutionen. Ein Arzt sei kein Forscher, ebenso wenig könne etwa ein pensionierter Geograf einen Beitrag zur modernen Klimaforschung leisten. Auf Kritik an seiner Darstellung äußerte Rahmstorf, als Klimaforscher habe er keine medizinische Expertise, aber er „erkenne … die Machweise und Argumentationsmuster solcher Beiträge, die ein Laienpublikum davon überzeugen sollen, böse Wissenschaftler würden aus Eigeninteresse Panikmache betreiben, und in Wahrheit sei alles komplett anders als die Wissenschaft sagt.“
Laut Wolfram Goertz (Rheinische Post) stellte Wodarg in seinem 2021 erschienenen Buch Falsche Pandemien – Argumente gegen die Herrschaft der Angst viele Behauptungen auf, jedoch seriöse Beweise und Quellen nenne er kaum. Das Buch wurde ein „Spiegel“-Bestseller im Bereich „Sachbuch Paperback“.

## Veröffentlichungen
Bücher
- Wolfgang Wodarg: Psychische Krankheiten der Seeleute: Untersuchung über Selbsttötung, Alkoholismus und andere wichtige psychiatrische Erkrankungen. Psychiatrie-Verlag, Wunstorf, Rehburg-Loccum 1979, ISBN 978-3-88414-013-0.
- Wolfgang Wodarg: Falsche Pandemien: Argumente gegen die Herrschaft der Angst. Rubikon Verlag, München 2021, ISBN 978-3-96789-018-1.[53]

Artikel
- Wolfgang Wodarg: Illusion: Friedenssicherung durch private Militärfirmen. In: „Zeit für Frieden“ / Dortmund. 2009, S. 120–137.
- Wolfgang Wodarg: Gesundheit – Kooperation statt Wettbewerb der Kassen – Fragwürdiger Kassen-Wettbewerb erschwert eine bedarfsgerechte Versorgung. In: Soziale Sicherheit. 57. Jahrgang, Nr. 12, 2008, ISSN 0490-1630, S. 414.
- Wolfgang Wodarg: Gesundheitspolitik – Durch Reform-Eckpunkte drohen irreparable Schäden – Nachfragemacht der gesetzlichen Kassen muss gestärkt werden. In: Soziale Sicherheit. 55. Jahrgang, Nr. 8, 2006, ISSN 0490-1630, S. 262.